# Бакиров, Александр Григорьевич
Александр Григорьевич Бакиров (7 февраля 1915, Самарская губерния — 2009) — доктор геолого-минералогических наук (1971), профессор, в 1974—1986 годах заведующий кафедрой минералогии и кристаллографии Томского политехнического института.

## Биография
Родился в Самарской губернии в 1915 году. Окончил десятилетнюю школу, затем поступил в Самарский геологоразведочный институт. В 1932 году, в связи с закрытием этого института, после подачи заявления, был зачислен в Московский горный институт.
В 1933 году перевелся в Томский горный институт, который окончил с отличием в 1939 году по специальности «Геология и разведка месторождений полезных ископаемых» с присвоением квалификации инженера-технолога. В том же году был зачислен в аспирантуру по кафедре кристаллографии и минералогии.
Его первая научная статья «О циклах тектогенеза Урала» получила высокую оценку академика В. А. Обручева в рецензии, опубликованной в Известиях АН СССР.

### Великая Отечественная война
В 1941 году мобилизован в армию и зачислен в звании младшего лейтенанта командиром взвода управления 1232 полка 76-мм орудий 370 стрелковой дивизии, сформированной на станции Асино Томской железной дороги. На фронте с февраля 1942 года, командир батареи. В составе этой дивизии участвовал в боевых действиях был ранен и контужен.
По излечении назначен начальником штаба 19-го легкоартиллерийского полка 92-й легкоартиллерийской бригады 3-й Гвардейской Армии 1 Украинского фронта, а затем 60-й Армии IV Украинского фронта. Принимал участие в Сандомирской операции, в освобождении Польши и Чехословакии.
В декабре 1945 году был демобилизован в звании старшего лейтенанта (в марте 1962 года приказом по СибВО ему было присвоено звание инженер-капитана).

### После войны
С 1946 по 1948 год является аспирантом, а с 1948 года становится ассистентом и доцентом кафедры минералогии и петрографии ТПИ.
В 1948 году, на заседании Ученого совета, ученый ТПИ защитил кандидатскую диссертацию по теме «Никелевые месторождения Кемпирийского района» (руководитель — профессор А. М. Кузьмин), а 14 июня 1949 года Бакирову была присуждена ученая степень кандидата гелого-минералогических наук. В ученом звании доцента по кафедре минералогии и кристаллографии был утвержден в 1951 году.
В должности старшего научного сотрудника работал над докторской диссертацией по теме «Гипергенные никелевые месторождения Урала. Их закономерности локализации и сравнение с месторождениями других районов» в период с 1962 по 1964 год. Это исследование стало результатом многолетнего изучения месторождений никеля и представляет собой крупное теоретическое обобщение отечественного и зарубежного опыта в области геологии и минералогии руд никеля и закономерностей их локализации. В ученом звании доктора геолого-минералогических наук был утвержден 12 апреля 1971 года, а 29 марта 1972 года Бакирову было присуждено ученое звание профессора по кафедре минералогии и кристаллографии.
Был заведующим кафедрой с 1974 по 1986 год, с 1986 года перехоит на должность профессора.
С июля 1988 по сентябрь 1996 года — главный научный сотрудник научно-исследовательской лаборатории природно-техногенных электромагнитных систем (НИЛ ПТЭС) при кафедре минералогии и петрографии. С 1 декабря 1990 по 1 апреля 1991 года — главный научный сотрудник Сибирского научно-исследовательского центра по изучению аномальных явлений в окружающей среде (СИБНИЦ АЯ) при ТПУ.

## Научная деятельность
Основная сфера его деятельности — геолого-минералогические науки в широком плане. До 1973 года главное внимание было уделено изучению пирогенных никелевых месторождений, связанных с корами выветривания гипербазитов. В дальнейшем круг научных интересов и объектов исследования расширился: тектоника, региональная металлогения, геоморфология, минералогия, кристаллография, геохимия, петрография, физика минералов, изучение месторождений хромитов, хризотил-асбеста, бокситов, магнетита и сульфидных руд.
В последние десять лет его научные интересы реализовывались в двух направлениях. Первое из них — теоретическая минералогия, физика минералов, энергетика минеральных образований. Второе — нетрадиционные области знания и псевдонаучные направления: экстрасенсорика, биоэнергетика, энергоинформационные взаимодействия в природе, эниология, биолокация.
В 2001 году Бакировым было опубликовано учебное пособие «Основы биолокации», посвящённое 100-летию горно-геологического образования в Сибири и памяти профессора Томского технологического института Н. А. Кашкарова, подготовившего в 1916 году небольшую книгу по лозоходству и использованию этого метода при поисках подземных вод.
Бакиров сформировался как геолог-минералог с широким научным кругозором. Является автором  более 100 работ. Среди них есть работы по нетрадиционным методам поисков месторождений рудных ископаемых, нефти и газа, по экологии и энергоинформационным взаимодействиям в природе и обществе. Он автор многочисленных публикаций в прессе по вопросам политики, культуры, науки, образования и аномальных явлений.

## Награды
Награждён орденами «Отечественной войны» I и II степеней, орденом «Красной Звезды», медалью «За победу над Германией в Великой Отечественной войне», восьмью юбилейными медалями Вооруженных Сил, грамотой Президента Российской Федерации «За заслуги в области науки и образования»; медалями «Ветеран труда» и «За доблестный труд», знаком «За отличные успехи в работе в области высшего образования», золотой медалью I степени «За заслуги перед Томским политехническим университетом», серебряным знаком В. А. Обручева. Красной звезды;